# 438523 Figalli
438523 Figalli este o planetă minoră (asteroid) din centura de asteroizi. A fost descoperită pe 30 septembrie 2007 la Circolo Culturale Astronomico di Farra d'Isonzo⁠(d) de Circolo Culturale Astronomico di Farra d'Isonzo⁠(d) și a fost numită după Alessio Figalli⁠(d). 
Obiectul prezintă o orbită caracterizată de o semiaxă mare de 2,5683314201889 UAi, o excentricitate de 0,25213268817813, o înclinație de 13,433020171609 ° în raport cu ecliptica.